# Donji Srđevići
Donji Srđevići (cyr. Доњи Срђевићи) – wieś w Bośni i Hercegowinie, w Republice Serbskiej, w gminie Srbac. W 2013 roku liczyła 302 mieszkańców.